# Tabitha Broberg

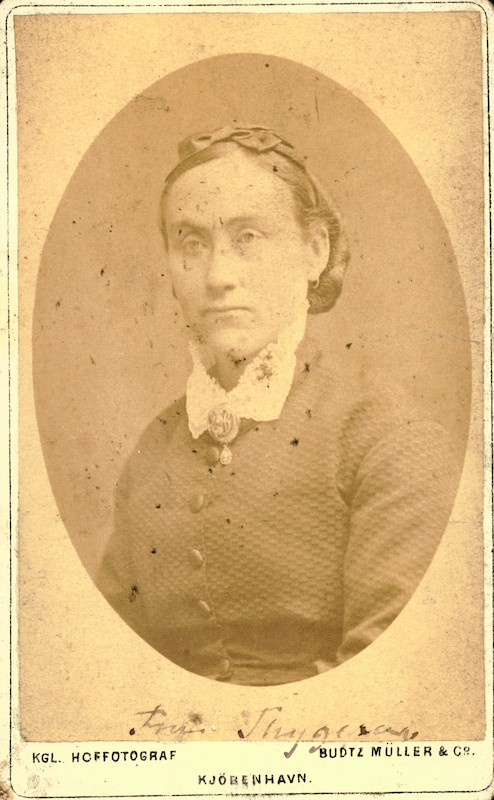
Tabitha Broberg, aufgenommen von Hoffotograf Budtz Müller, vermutlich während ihres Aufenthalts in Dänemark 1878/79. Budtz Müller war gelernter Apotheker und hatte für Alfred Benzon gearbeitet, bei dem Tabitha Broberg in ihren jungen Jahren lebte.

Tabitha Marthe Sophie Broberg (verh. Thygesen; * 24. August 1833 in Qeqertarsuaq; † 14. Februar 1902 in Aasiaat) war eine grönländische botanische Sammlerin. Sie dokumentierte das Vorkommen von insgesamt 17 grönländischen Arten und identifizierte zwei bis dahin unbekannten Arten.

## Leben
Tabitha Broberg wurde 1833 als Tochter des Koloniekochs Carl Wilhelm Broberg (1797–1867) und seiner Frau Helene Schultz (1798–1883) geboren. Ihre Großeltern väterlicherseits waren der schwedische Koloniekoch Niels Wilhelm Broberg (1745–1820) und seine halbdänische Frau Maren Lyngbye (1765–1808), mütterlicherseits der dänische Matrose Christian Urban Schultz (1775–1841) und die Grönländerin Mette (um 1766–1839). Tabitha Broberg war somit mehrheitlich europäischer Abstammung.
Da ihr Vater für den nordgrönländischen Inspektor als Koch arbeitete, wuchs sie teilweise bei Inspektor Christian Søren Marcus Olrik auf, der zoologisch und botanisch interessiert war und unter anderem eine Pflanzensammlung angelegt hatte. Später zog sie nach Dänemark, wo sie bei einem Doktor Møller in Helsingør und dem Apotheker Alfred Benzon in Kopenhagen lebte. Vermutlich Anfang der 1860er Jahre kehrte sie nach Grönland zurück.
Am 23. Oktober 1869 heiratete sie in Aasiaat den dänischen Volontär Jens Karsten Nielsen Thygesen (1843–1880). Ihr Mann wurde direkt im Anschluss zum kommissarischen Handelsassistenten in Qasigiannguit ernannt, wo 1870 ihr einziger Sohn Hans Carl Thygesen geboren wurde. Noch 1870 wurde er als Handelsassistent in Aasiaat angestellt. Als Kolonialverwalter Carl August Ferdinand Bolbroe 1873 Urlaub erhielt, vertrat Thygesen ihn. Anschließend wurde er zum Kolonialverwalter in Upernavik ernannt, wo Thygesen, Tabitha Broberg und ihr Sohn bis 1878 lebten. Ihr Mann erhielt anschließend ein Jahr Heimaturlaub, sodass Tabitha Broberg erneut nach Dänemark reisen konnte. 1879 kehrten sie nach Aasiaat zurück, wo ihr Mann im Folgejahr jung verstarb. Er hinterließ nur ein kleines Erbe, sodass Tabitha im Alter verwitwet in ärmlichen Verhältnissen bei ihrem Sohn lebte, der ebenfalls in Handelsdiensten in Aasiaat tätig war, wo sie 1902 im Alter von 68 Jahren starb.

## Botanische Leistung
Broberg leistete historisch einen wichtigen Beitrag zur Beschreibung der grönländischen Pflanzenwelt. Die von ihr dokumentierten Identifizierungen stammen aus dem Jahr 1864. Es handelte sich um Bistorta vivipara (L.) Delarb. (Knöllchen-Knöterich) und den Kreuzblütler Cochlearia groenlandica L. (Grönländisches Löffelkraut).
In den Jahren 1862 und 1864 dokumentierte sie die folgenden Arten in Grönland: 
Pyrola grandiflora Radius (Großblütiges Wintergrün), 
Stellaria humifusa Rottb. (Erdige Sternmiere), 
Arabis alpina subsp. alpina (Alpen-Gänsekresse), 
Cardamine bellidifolia L. (Doppelschönblättriges Schaumkraut), 
Polystichum lonchitis (L.) Roth (Lanzen-Schildfarn), 
Platanthera hyperborea (L.) Lindl. (Nördliche Waldhyazinthe), 
Aspidium lonchitis (L.) Sw., 
Asplenium trichomanes L. (Brauner Streifenfarn), 
Festuca brachyphylla Schult. & Schult.f. (Kurzblättriger Schwingel), 
Hierochloë alpina subsp. alpina, 
Phippsia algida subsp. algidiformis Harry Sm. Á.Löve & D.Löve, 
Eriophorum angustifolium Honck. (Schmalblättriges Wollgras), 
Carex hyperborea Drejer (Nördliche Segge)